# Sarıgöl
Sarıgöl ist eine Stadtgemeinde (Belediye) im gleichnamigen Ilçe (Landkreis) der Provinz Manisa in der türkischen Ägäisregion und gleichzeitig eine Gemeinde der 2012 geschaffenen Büyüksehir belediyesi Manisa (Großstadtgemeinde/Metropolprovinz) | in der Türkei. Seit der Gebietsreform 2013 ist die Gemeinde flächen- und einwohnermäßig identisch mit dem Landkreis.
Sarıgöl liegt etwa 120 Kilometer südöstlich des Zentrums der Provinzhauptstadt Manisa. Die im Stadtlogo manifestierte Jahreszahl (1947) dürfte ein Hinweis auf das Jahr der Erhebung zur Stadtgemeinde (Belediye) sein.
Der Landkreis liegt im äußersten Südosten der Provinz. Er grenzt im Westen an Alaşehir und im Osten bis Süden an die Provinzen Uşak, Denizli und Aydın. Westlich der Kreisstadt verläuft die Straße D 585 von Salihli nach Denizli. Im Nordwesten des Kreises liegt ein Teil des Stausees Afşar Barajı.
Der Landkreis Sarıgöl wurde im September 1957 (Gesetz Nr. 7033) durch Abspaltung von 28 Dörfern der gleichnamigen Nahiye im Kaza (Vorgänger des Kreises) Alaşehir gebildet.
(Bis) Ende 2012 bestand der Landkreis aus der Kreisstadt und 29 Dörfern (Köy), die während der Verwaltungsreform 2013 in Mahalle (Stadtviertel/Ortsteile) überführt wurden. Die sechs bestehenden Mahalle der Kreisstadt blieben erhalten, während die Mahalle der anderen Belediye vereint und zu je einem Mahalle reduziert wurden. Durch Herabstufung der Dörfer zu Mahalle stieg deren Zahl auf 35 an. Ihnen steht ein Muhtar als oberster Beamter vor.
Ende 2020 lebten durchschnittlich 1.026 Menschen in jedem Mahalle, 3.559 Einw. im bevölkerungsreichsten (Siteler Mah.).

## Persönlichkeiten
- Yakup Bugun (* 1987), türkischer Fußballtorhüter